# Jules Marie Buisson
Pour les articles homonymes, voir Buisson.
Jules Marie Buisson est un homme politique français né le 3 avril 1822 à Carcassonne (Aude) et décédé le 11 janvier 1909 à Labastide-d'Anjou (Aude).
Avocat et propriétaire terrien, il est représentant de l'Aude de 1871 à 1876, siégeant au centre droit. Ayant un réel talent de dessinateur, il réalise de nombreuses caricatures de ses collègues parlementaires pendant les séances. 

## Source
- « Jules Marie Buisson », dans Adolphe Robert et Gaston Cougny, Dictionnaire des parlementaires français, Edgar Bourloton, 1889-1891 [détail de l’édition]